# 長澤奈央
長澤 奈央（ながさわ なお、1984年〈昭和59年〉1月5日 - ）は、日本の女優、歌手、タレント。東京都出身。エースクルー・エンタテインメント所属。
夫は元サッカー日本代表の中田浩二。

## 来歴
2001年、市原悦子ドラマスペシャル『長崎ぶらぶら節』にて女優デビュー。
2002年、「スーパー戦隊シリーズ」『忍風戦隊ハリケンジャー』に野乃七海/ハリケンブルー役で出演。以後、Vシネマ『轟轟戦隊ボウケンジャーVSスーパー戦隊』や『海賊戦隊ゴーカイジャー』、Webドラマ『ヒーローママ☆リーグ』でも同役を演じた。
2003年11月にオフィスパンドラから現在の事務所へ移籍。またアクシヴおよびキングレコードと提携し、双方を女優活動やタレント活動の起点としていたが、2005年3月にはキングレコードからavexへと移籍、完全にavex系列へと身を置くこととなった。
2009年、ニューヨークで撮影された日米合作映画『ホテルチェルシー』で主演を務め、同年12月にアメリカのサウスカロライナ州で行われたマートルビーチ国際映画祭にて最優秀主演女優賞を受賞した。
『ハリケンジャー』が放送10年を迎えた2013年には、自身と山本康平（同作で共演）によって同作のスタッフらに企画を持ち込み、これがVシネマ『忍風戦隊ハリケンジャー 10 YEARS AFTER』の制作・発売に至った。同作品では、山本とともにアソシエイトプロデューサーも務めた。
2014年2月22日、鹿島アントラーズ所属の中田浩二と結婚し、自身のブログでファンに報告した。また、同時に女優業を継続する意志も表明した。
2015年4月3日、第1子となる男児を出産。2017年1月5日、第2子妊娠を報告。3月17日、第2子女児を出産。2020年9月19日、第3子男児出産を報告した。

## 人物
趣味はゴルフ、料理、映画鑑賞。特技はアクション。出演作では、吹き替えなしのアクションを披露することも多い。また、『仮面ライダーW』に出演した際は、台本になかったアクション描写が追加されたという。
平成仮面ライダー第2期やスーパー戦隊シリーズなどの特撮作品には、度々ゲスト出演している。交友関係では、『忍風戦隊ハリケンジャー』で共演した山本梓と仲が良い。

## 出演

### テレビドラマ
- 市原悦子ドラマスペシャル 長崎ぶらぶら節（2001年、テレビ朝日） - 花売娘 役
- 救急救命士・牧田さおり 緊急出動!豪雨の中の多重衝突事故、16歳未婚の母が渡した母子手帳の秘密…（2002年、テレビ朝日）
- スーパー戦隊シリーズ（テレビ朝日）
  - 忍風戦隊ハリケンジャー（2002年 - 2003年） - 野乃七海 / ハリケンブルー 役
  - 海賊戦隊ゴーカイジャー（2011年） - 野乃七海 / ハリケンブルー 役
  - 騎士竜戦隊リュウソウジャー 第30話「打倒！高スペック」（2019年10月13日） - 西園寺智美 役
- 御宿かわせみ 第二章 第2回「女難剣難」（2004年、NHK総合） - おとよ 役
- ウルトラシリーズ
  - ウルトラQ dark fantasy 第17話「小町」（2004年、テレビ東京系） - 小町 役
  - ウルトラマンマックス 第13話・第14話（2005年、中部日本放送） - 小田夏美 役
- T・R・Y〜夢への階段〜（2005年、KBS京都・tvk・テレ玉） - 神谷真琴 役
- ホーリーランド（2005年、テレビ東京）
- いちばん暗いのは夜明け前（2005年、テレビ東京） - タエコ 役
- Girl's BOX「クリスマスのゆくえ」（2005年、BS-i） - 桃子 役
- 恋する!?キャバ嬢（2006年、テレビ東京） - 美神星羅 役
- 激闘!アイドル予備校（2006年、KBS京都・tvk 他） - 長澤奈央 役
- 心霊探偵 八雲（2006年、テレビ東京） - 井上麻美 役
- しにがみのバラッド。 第9話（2007年、テレビ東京）
- 暖流（2007年、毎日放送） - 水野雅美 役
- ケータイ捜査官7（2008年 - 2009年、テレビ東京） - 支倉真由子 役
- 漫画喫茶都市伝説 呪いのマンナさん（2008年、BS-i） - カムイ 役
- トミカヒーロー レスキューフォース 第12話・第46話（2008年 - 2009年、テレビ愛知） - 雨宮キララ 役
- ヒットメーカー 阿久悠物語（2008年、日本テレビ） - レコード大賞会場で池田にぶら下がる芸能記者 役
- ドラマ8・七瀬ふたたび 第2話「危険な力」（2008年10月16日、NHK） - 赤い服の女 役
- 執事喫茶へお帰りなさいませ 第七話「お嬢様、素敵な音色をどうぞ」（2009年2月、毎日放送） - 綾小路翠 役
- 帝王（2009年、毎日放送） - 松山沙也加 役
- 仮面ライダーシリーズ（テレビ朝日）
  - 仮面ライダーW（2010年） - リリィ白銀 役
  - 仮面ライダーフォーゼ（2012年） - 宇津木遥 役
- 大魔神カノン（2010年、テレビ東京） - イケチヨ 役
- 土曜時代劇「まっつぐ〜鎌倉河岸捕物控〜」 第7話（2010年6月、NHK） - おえい 役
- 連続テレビ小説「ゲゲゲの女房」（2010年6月23日 - 26日・9月25日、NHK） - 及川満智子 役
- ホンボシ〜心理特捜事件簿〜 第4話（2011年2月10日、テレビ朝日）
- 相棒 season10 第1話「贖罪」（2011年10月19日、テレビ朝日） - 綱島瑛子 役
- 土曜ドラマスペシャル「使命と魂のリミット（後編）」（2011年11月12日、NHK） - 神原春菜 役
- 特命係長 只野仁 ファイナル 第1夜・第2夜（2012年1月6日・7日、テレビ朝日） ‐ 立花小百合 役
- 13歳のハローワーク 第3話（2012年1月27日、テレビ朝日） - 敦子 役
- STAND UP!ヴァンガード（2012年5月3日、テレビ東京系） - 三浦久美子 役
- GTO（2012年、関西テレビ） - 片山早紀 役
  - GTO 秋も鬼暴れスペシャル（2012年10月2日）
  - GTO 正月スペシャル！ 冬休みも熱血授業だ（2013年1月2日）
  - GTO 完結編 〜さらば鬼塚! 卒業スペシャル〜（2013年4月2日）
- 戦国BASARA-MOONLIGHT PARTY-（2012年7月 - 9月、毎日放送） - 濃姫 役
- 金曜プレステージ「所轄刑事7」（2012年7月27日、フジテレビ） - 服部加寿子 役
- プレイガール2012（2012年、ファミリー劇場） - 火那子 役
- 好好!キョンシーガール〜東京電視台戦記〜 第8話（2012年11月30日、テレビ東京） - 美来 役
- ヨメ代行はじめました。 第7話（2013年2月21日、関西テレビ） - 浅田マミ 役
- 非公認戦隊アキバレンジャー シーズン痛 第7痛（2013年5月17日） - ハーデズキン / ジャカンイエロー・テントライジャーの声 役
- 牙狼-GARO- 〜闇を照らす者〜 第10話（2013年6月7日、テレビ東京） - 遠山未歩 役
- 水曜ミステリー9「鉄道警察官・清村公三郎10 SL大井川殺人ルート」（2013年6月12日、テレビ東京） - 藤原郁世 役
- 都市伝説の女 Part2 第2話（2013年10月18日、テレビ朝日） - 堀美加子 役
- 血の轍（2014年1月19日、WOWOW）
- 慰謝料弁護士〜あなたの涙、お金に変えましょう〜 第6話（2014年2月14日、読売テレビ） - 諏訪知花 役
- そこをなんとか2 第2話（2014年8月10日、NHK BSプレミアム） - 坂上亜矢 役
- ひみつ×戦士 ファントミラージュ! 第2話（2019年4月14日、テレビ東京） - 明日海舞子 役
- SEDAI WARS（2020年1月6日 - 2月17日、MBS） - 藤原愛 役[13]
- 特捜9 Season5 第8話（2022年5月25日、テレビ朝日） - 市川茜 役

### ウェブドラマ
- ヒーローママ☆リーグ（2018年、東映特撮ファンクラブ） - 野乃七海（旧姓） / ハリケンブルー 役
- シリーズ怪獣区 ギャラス（2019年2月2日、東映特撮ファンクラブ） - 傷の女 役[14]
- 忍風戦隊ハリケンジャーwithドンブラザーズ（2022年12月25日、東映特撮ファンクラブ） - 野乃七海 / ハリケンブルー 役
- 忍者戦隊カクレンジャー 第三部・中年奮闘編（2024年8月4日、東映特撮ファンクラブ） - 友情出演

### 映画
- 自殺サークル（2002年、オメガ・プロジェクト 他） - 女子高生 役
- 忍風戦隊ハリケンジャー シュシュッと THE MOVIE（2002年、東映） - 野乃七海 / ハリケンブルー 役
- 逢いたい（2003年） - 鈴木愛 役
- 痴漢男（2005年、トルネード・フィルム） - 宮崎陽子（関西） 役
- ドリフト（2006年、トルネード・フィルム） - 新井由里香 役
- スーパーカブ（2008年、ジョリー・ロジャー） - 三咲麗華 役
- スーパーカブ2 激闘篇 （2008年、ジョリー・ロジャー） - 三咲麗華 役
- 子猫の涙（2008年、トルネード・フィルム） - 治子の担任教師 役
- どこに行くの?（2008年、バイオタイド） - 高山まり 役
- アクエリアンエイジ劇場版（2008年、バイオタイド）
- Girl's BOX ラバーズ☆ハイ（2008年、バイオタイド） - ナオミ 役
- クレーマー（2008年）Case1,Case2 - 浅見梨乃 役
- 少林老女（2008年）
- ロックンロール★ダイエット!（2008年） - 天宮奈々 役
- 大決戦!超ウルトラ8兄弟（2008年） - ダイゴの母 役
- 春琴抄（2008年） - 春琴 役
- 芸者vs忍者（2008年） - 女忍者 役
- 猫ラーメン大将（2008年） - まりこ 役
- 花婿は18歳（2009年） - 飯田橋朋子 役
- 聖白百合騎士団（2009年）
- ハード・リベンジ、ミリー：ブラッディバトル（2009年） - ハル 役
- ホテルチェルシー（2009年） - 田中エミ 役
- 仮面ライダーシリーズ（東映）
  - 仮面ライダーW FOREVER AtoZ/運命のガイアメモリ（2010年） - リリィ白銀 役（友情出演）
  - 仮面ライダーフォーゼ THE MOVIE みんなで宇宙キターッ!（2012年8月4日公開） - 宇津木遥 役（友情出演）
  - 仮面ライダー×仮面ライダー ウィザード&フォーゼ MOVIE大戦アルティメイタム（2012年12月8日公開） - 宇津木遥 役
  - 仮面ライダー1号（2016年） - イーグラ 役[15]
- ムラサキカガミ（2010年6月5日、日本出版販売） - 佐々木先生 役
- ヘヴンズ ストーリー（2010年10月2日、ムヴィオラ） - 女医 役
- メリーさんの電話（2011年2月12日公開、アールグレイフィルム） - 一宮先生 役
- LOVEToRAIN（2012年2月11日公開、cine-colorista）
- トラベラーズ 次元警察（2013年4月13日公開） - アイ 役（木下あゆ美とW主演）
- 009ノ1（ゼロゼロクノイチ）THE END OF THE BEGINNING（2013年9月7日公開） - 女サイボーグ ミリアム 役
- ペコロスの母に会いに行く（2013年）
- 柔道ガールズ（2014年、かわさきひろゆき監督） - 主演 勝浦真奈美 役
- HE-LOW THE FINAL（2022年5月27日）

### オリジナルビデオ
- スケアー〜地獄の課外授業〜（2002年、J.V.D.）
- スーパー戦隊シリーズ（東映ビデオ） 
  - 忍風戦隊ハリケンジャー スーパービデオ スーパー忍者とスーパー黒子（2002年） - 野乃七海 / ハリケンブルー 役
  - 忍風戦隊ハリケンジャーVSガオレンジャー（2003年） - 野乃七海 / ハリケンブルー 役
  - 爆竜戦隊アバレンジャーVSハリケンジャー（2004年） - 野乃七海 / ハリケンブルー 役
  - 轟轟戦隊ボウケンジャーVSスーパー戦隊（2007年） - 野乃七海 / ハリケンブルー 役
  - 忍風戦隊ハリケンジャー 10 YEARS AFTER（2013年） - 野乃七海 / ハリケンブルー 役※アソシエイトプロデューサーも兼任
  - 忍風戦隊ハリケンジャーでござる! シュシュッと20th Anniversary（2023年） - 野乃七海 / ハリケンブルー、なみ 役[16]
- 幽霊より怖い話 Vol.2（2005年、ポニーキャニオン）
- 日本版こっくりさん（2005年、フォーサイド・ドット・コム）
- ウルトラマンマックス Vol.4「ココの目 物語を彩る女性たち」（2006年、バンダイビジュアル）
- DEATH FILE（2006年、フォーサイド・ドット・コム） - 主演 唐沢実奈 役
- Girl's BOX 箱入り娘の4つのX'masストーリー「クリスマスのゆくえ」（2006年、エースデュースエンタテインメント、他全4話） - 主演
- DEATH FILE 2（2007年、フォーサイド・ドット・コム） - 主演 唐沢実奈 役
- 毎日がスロ曜日 シリーズ（トルネード・フィルム） - 主演 長谷川もえ 役
  - 毎日がスロ曜日 ドキ！ もえのパチスロ初体験 徹底攻略 押忍！番長編（2007年）
  - 毎日がスロ曜日 ドキッ！ もえのガチンコパチスロバトル 完全攻略 秘宝伝編（2007年）
  - 毎日がスロ曜日 ドキッ！ もえのパチスロバトルロワイヤル 究極攻略 押忍！番長&秘宝伝編（2007年）
- 仮面ライダーW RETURNS 仮面ライダーアクセル（2011年） - リリィ白銀 役

### 舞台
- 路地裏の優しい猫（2008年2月1日 - 11日、赤坂RED/THEATER） - フブキ 役
- 舞台「戦国BASARA」 - 濃姫 役
  - 舞台「戦国BASARA」（2009年7月3日 - 12日、東京ドームシティ シアターGロッソ）
  - 舞台「戦国BASARA」〜蒼紅共闘〜（2010年4月9日 -18日、サンシャイン劇場）
- 日仏交流150周年記念公演「ムーラン・ドゥ・ラ・ギャレット」（2009年9月5日 - 12日、日本青年館、脚本・演出：西田大輔） - カーシャ・バディ 役
- 鈴村展弘プロデュース BELL＋UP COMPANY「リセット3・2・1…」（2010年2月2日 - 7日、シアターグリーン BIG TREE Theater）
- 母の桜が散った夜（2010年4月2日 - 14日、赤坂RED/THEATER） - 緑子 役
- ワカチアウ（2010年10月7日 - 13日、銀座みゆき館劇場） - ナナコ 役
- 舞台 銀河英雄伝説 - ドーラ 役（外伝）/ ナオミ 役（第二章 / 撃墜王篇）
  - 舞台 銀河英雄伝説 外伝 ミッターマイヤー・ロイエンタール篇（2011年6月22日 - 26日、サンシャイン劇場）
  - 舞台 銀河英雄伝説 第二章 自由惑星同盟篇（2012年4月14日 - 4月22日、東京国際フォーラム / 同年4月28日 - 4月29日、NHK大阪ホール）
  - 舞台 銀河英雄伝説 撃墜王篇 angel of battlefield（2012年8月3日 - 12日、天王洲 銀河劇場）
- FRAG-新撰組Vermilion Order- （2011年8月31日 - 9月4日、中目黒キンケロシアター） - 鎌鼬のお梅 役
- 贋作水滸伝-Outlaws-（2011年11月2日 - 6日、六本木俳優座劇場） - 秀玲 役

### テレビアニメ
- D・N・ANGEL（2003年、テレビ東京） - 野澤菜海 役
- attacked kuma3（2008年、読売テレビ） - kumaブルー 役
- ソッキーズ フロンティアクエスト（2011年、NHK） - リリー 役

### バラエティ
- サバドル!（2005年、テレビ東京）
- ナニワ西遊記ごくう!（2005年、よみうりテレビ）
- ひらめ筋GOLD（2005年 - 2006年、日本テレビ）
- 萌えてムーチョ（2005年 - 2006年、テレビ東京）
- パオパオ アソビ★クリエイターズ（2006年、BS日テレ）
- Girl's BOX TV（2007年、BS日テレ）
- 稲川大百怪 噂の百物語（2010年、東名阪ネット6）
- UNDER100（2011年、TOKYO MX）

### その他のテレビ番組
- スペイン語会話（2003年、NHK教育） - 生徒 役
- オーレ!日テレプラス（2006年 - 2007年、BS日テレ） - ナビゲーター
- J SPORTS ワイド（2008年 - 2009年、J SPORTS）

### ウェブ番組
- 雑学のススメ!（2006年、EZチャンネル）

### ラジオ
- 長澤奈央とangelaのオラ・ラジ〜オ!（2003年、文化放送）※旧題『長澤奈央のオラ・アミ〜ゴ!』
- AMKOBE（現：ラジオ関西）でも放送していた時期あり
- イキナリ!火曜日・長澤奈央のキス・キス・キス（2004年、東北放送）
- 氏神・長澤の昭和歌謡NOW!（2004年10月 - 2005年3月、文化放送）※『斉藤一美のS/N/A/P』枠内
- 激闘!アイドル予備校（2006年7月 - 、ラジオ大阪）
- Dimension NAO（2006年10月 - 2007年4月、ラジオ関西）
- 今日は一日"特撮”三昧（2012年5月3日、NHK-FM）
- 青春アドベンチャー「ニコルの塔」（2015年2月16日 - 27日、NHK-FM） - オジマ先生 役

### ウェブラジオ
- おしゃべりやってまーす（2004年 - 2009年、K'z Station）

### CM
- バンダイ「ハリケンジャー忍ジャケット」（2002年）
- 自転車協会・BAA
- 全国労働者共済生活協同組合連合会「全労済のお店 うた編」（2013年）
- 大日本除虫菊「金鳥の渦巻 未来の話篇」（2014年）

### 玩具
- 忍風戦隊ハリケンジャー ハリケンジャイロ-MEMORIAL EDITION-（2023年9月）

### その他
- あなたも参加する刑事裁判〜裁判員制度が始まります〜（2005年、最高裁判所） - ナビゲーター

## ディスコグラフィ

### シングル
1. Pump up!（2003年6月25日発売、キングレコード）
2. ×○×○×○（キスキスキス）（2004年1月21日発売、キングレコード）
3. ママセッド（2005年3月24日発売、avex trax）
4. ラブボディー（2005年7月27日発売、avex trax）
5. Fun Time（2005年11月30日発売、avex trax）
6. ラブボディーIII（2006年9月13日発売、avex trax）
7. GAME/ラブボディー for...（2006年12月6日発売、avex trax）
8. To you（2007年9月19日発売、avex trax）

### アルバム
1. Trip Lip（2003年8月6日発売、キングレコード）
2. BODIES（2006年3月29日発売、avex trax）
3. 愛体 - SEASON I -（2007年3月21日発売、avex trax）
4. NAO BEST（2008年3月5日発売、avex trax）

### DVD
1. NN BOX（2004年）
2. Girl’s BOX PREMIUM 01 ★Re-Born（2007年）
GAME / ラブボディ / ラブボディー-SEVEN
3. Girl's BOX TV 〜夏祭り!!SPECIAL LIVE〜（2007年）
4. NAO BEST CLIPS（2008年3月5日発売、avex trax）

### その他
1. Girl's BOX 〜Best Hits Compilation〜（2005年3月16日発売）
×○×○×○（キスキスキス）
2. Girl's BOX 〜Best Hits Compilation Summer〜（2005年7月13日発売）
ラブボディー（Girl's BOX Version）
3. Girl's BOX 〜Best Hits Compilation Winter〜（2005年11月30日発売）
Giant X’mas〜友情にリボン〜（3rd X'mas feat.dream+長澤奈央+SweetS+星井七瀬+嘉陽愛子+PARADISE GO!! GO!!+斉藤未知）
恋人がサンタクロース
4. 金魚「LOVERS HIGH」：期間限定ユニット（2007年7月11日発売）
ユニット「金魚」については、嘉陽愛子を参照
5. SONIC MEGAPHONE 「華恋〜KAREN〜/「奏」」（2008年10月08日発売）
VOCAL担当「NAO」として参加

## 作品

### ビデオ・DVD
1. blue wonder（2002年、ポニーキャニオン）
2. Endless Blue（2003年、JVD）
3. Witch〜Trip Lip The Movie〜（2004年、キングレコード）
4. NAO MODE（2005年、ベガファクトリー）
5. NAO-SIDE（2005年、フォーサイド・ドット・コム）
6. Nao-ist（2005年、ジーオーティー）
7. SEVEN（2006年、フォーサイド・ドット・コム）
8. Nao N ナ・オ・ン（2006年、フォーサイド・ドット・コム）
9. 長澤奈央 BOX（2006年、フォーサイド・ドット・コム）新作撮り下ろし+3作品（「Nao-Side」「7SEVEN」「Nao N ナ・オ・ン」）
10. NAO-MAIL（2007年、フォーサイド・ドット・コム）
11. NAO-MAIL2（2007年、フォーサイド・ドット・コム）
12. ナ・オ・モ・デ・ル（2007年、フォーサイド・ドット・コム）
13. NAO SIZE（2008年、竹書房）
14. 24Colors（2008年、フォーサイド・ドット・コム）
15. 長澤奈央のラブボディ〜愛されるカラダのつくり方〜（2012年、ポニーキャニオン）

### 写真集
1. Happy Blue（2002年、ワニブックス） ISBN 9784847027253
2. NAO（2003年、講談社） ISBN 9784063645194
3. steppin'（2004年、ワニブックス） ISBN 9784847028120
4. 21!（2005年、竹書房） ISBN 9784812420492
5. LOVE BODY'S SPECIAL BOX 愛体（2007年、ジーオーティー） ISBN 9784860846107
6. REAL BLUE（2007年、竹書房） ISBN 9784812432372